# Lombtjärnen (Nederkalix socken, Norrbotten, 732811-184578)
Lombtjärnen är en sjö i Kalix kommun i Norrbotten och ingår i Sangisälven-Kalixälvens kustområde.